# Raión de Peremyshl
El raión de Peremyshl (ruso: Перемы́шльский райо́н) es un distrito administrativo y municipal (raión) ruso perteneciente a la óblast de Kaluga. Se ubica en el este de la óblast. Su capital es Peremyshl.
En 2021, el raión tenía una población de 14 422 habitantes.
El raión es limítrofe al sur con la óblast de Tula. Al norte, limita con el territorio del ókrug urbano de Kaluga, por lo que alberga parte de la periferia meridional de esta última ciudad. Sin embargo, todo el territorio del raión está formalmente considerado como rural, y no hay ningún ayuntamiento urbano en su jurisdicción.
Fue creado en 1929 como "raión de Kaluga" de la óblast de Moscú, con la ciudad de Kaluga como capital distrital. En 1937 pasó a formar parte de la óblast de Tula, hasta la creación de la actual óblast de Kaluga en 1944. La ciudad de Kaluga pasó a formar una unidad directamente subordinada a la óblast en 1938, quedando separada del raión; sin embargo, siguió siendo su sede administrativa hasta 1969, cuando la capital fue trasladada a Peremyshl. Este último pueblo había sido la sede administrativa de un vecino raión homónimo desde 1929, pero en 1963 su territorio se había integrado en el raión de Kaluga.

## Subdivisiones
Comprende 147 localidades rurales, que se agrupan en los siguientes dieciséis asentamientos rurales:
- Aldea Bolshiye Kozlý
- Aldea Gorki
- Aldea Grigórovskoye
- Aldea Pesochnia
- Aldea Pogorélovka
- Aldea Pokróvskoye
- Aldea Silkovo
- Aldea Jotisino
- Pueblo Ajlebínino
- Pueblo Borishchevo
- Pueblo Gremiáchevo
- Pueblo Ilínskoye
- Pueblo de la Estación Agrícola Experimental de Kaluga
- Pueblo Korekozevo
- Pueblo Makárovo
- Pueblo Peremyshl (la capital)